# Out of this world (Kayak)
Out of this world is een studioalbum van Kayak. 

## Inleiding
Het album ontstond tijdens het lichamelijk en mentaal herstel van bandleider Ton Scherpenzeel en de lockdowns van de coronapandemie. Scherpenzeel had de teksten en muziek (als ook de toetspartijen) al af toen hij getroffen werd door een hartinfarct. Hij kon een periode niet spelen en zat met een onaf album. Vanaf april 2020 kon er weer aan het album gewerkt worden. Bestanden werden over en weer heen gezonden, centrum was de Kayak Home Studio, die zowel in Nederland als Griekenland te vinden is (zomerverblijf familie Scherpenzeel). Scherpenzeel wist te vertellen dat Hans Eijkenaar binnen één dag zijn partijen klaar had. Voor de tekst hoefde hij alleen maar het dagelijks nieuws te volgen en dan liet echtgenote Irene Linders wel weten of hij op de goede weg was. Hij vond in relatieproblemen een dankbaar onderwerp, terwijl hij die zelf niet had.
Het album had het logische gevolg moeten worden op Seventeen, maar Kayak kon ook dit keer geen vaste samenstelling laten zien; Leon Robbemont vertrok en Hans Eijkenaar kwam terug. Omdat er aan het album een behoorlijk aantal concerten vooraf ging, sprak Scherpenzeel desondanks van een hechtere band. Met drie goede zangers in de band had Scherpenzeel een luxe; hij kon bij een nummer de best bijpassende stem zoeken en inschakelen.
Het album werd uitgebracht door het platenlabel InsideOut Music, gespecialiseerd in progressieve rock. Kayak moest zelf het benodigde bedrag voor de productie bijeenbrengen door crowdfunding.
De titel van het album was al snel gevonden: wegvluchten van deze wereld. Dat het ook “uit je dak gaan” en “onwerelds” kan betekenen was mooi meegenomen. De platenhoes plukte hij van internet.

## Musici
- Ton Scherpenzeel -  toetsinstrumenten, accordeon, zang
- Bart Schwertmann - zang
- Marcel Singor – gitaar, zang
- Kristoffer Gildenlöw – basgitaar, zang
- Hans Eijkenaar – drumstel

Met
- Maria-Paula Majoor, Daniel Torrico Menacho, Franscesco Vulcano (viool), Judith Sijp (cello)

## Muziek
| Nr. | Titel                                    | Duur |
| --- | ---------------------------------------- | ---- |
| 1.  | Out of this world (Scherpenzeel)         | 6:06 |
| 2.  | Waiting (Scherpenzeel)                   | 4:04 |
| 3.  | Under a scar (Scherpenzeel)              | 7:29 |
| 4.  | Kaja (Scherpenzeel)                      | 3;15 |
| 5.  | Mystery (Scherpenzeel)                   | 3:58 |
| 6.  | Critical mass (Scherpenzeel)             | 7:09 |
| 7.  | As the crow flies (Scherpenzeel)         | 4:09 |
| 8.  | The way she said goodbye (Scherpenzeel)  | 3;18 |
| 9.  | Traitor’s gate (Scherpenzeel, Eijkenaar) | 3:18 |
| 10. | Distance to your heart (Scherpenzeel)    | 4:18 |
| 11. | Red rag to a bull (Scherpenzeel)         | 4:21 |
| 12. | One by one (Scherpenzeel)                | 4:14 |
| 13. | A writer’s tale (Scherpenzeel)           | 9:29 |
| 14. | Cary (Scherpenzeel)                      | 2:59 |
| 15. | Ship of Theseus (Scherpenzeel)           | 3:34 |

Out of this world bevat een citaat van eerder werk; een passage uit Chance for a lifetime. Traitor’s gate is gebaseerd op drumoefeningen die Eijkenaar voor concerten houdt. Under a scar verwijst naar Elektra waarin wraak alleen tot wederwraak leidt.
In Nederland (plaats 21), België (plaats 169) en Zwitserland (plaats 79) haalde Out of this world één week notering in de albumlijsten